# Sniper Elite
Sniper Elite (с англ. — «Снайперская элита») — компьютерная игра в жанре тактического шутера от третьего лица, разработанная британской компанией Rebellion Developments и выпущенная на территории России издательством «Бука» в 2006 году. Главным героем выступает снайпер по имени Карл Фейрберн, заброшенный в тыл врага. Его задача — остановить создание ядерного оружия нацистской Германии.

## Игровой процесс
Перемещение главного героя осуществляется в режиме от третьего лица, при этом снайперский геймплей представлен от первого лица. Скорость передвижения регулируется колёсиком мышки. Изначально вооружение протагониста включает в себя снайперскую винтовку и пистолет, оснащённый глушителем. Новые виды оружия можно находить в особых ящиках или снимать с убитых врагов, в том числе базуку, пистолет-пулемёт, противотанковое оружие, ручные гранаты, мины с часовым механизмом, динамитные шашки и растяжки.
При стрельбе учитывается пульс, ветер, сила тяжести, позиция стрелка и другие параметры. Некоторым выстрелам сопутствуют визуальные эффекты. Так, если игрок сделал «удачный выстрел» — поразил противника с дальнего расстояния, — он увидит полёт пули в замедленном движении.
Противник обладает огромным численным преимуществом, патронов у главного героя немного, а аптечки попадаются нечасто. Для прохождения игры требуется продвигаться незаметно и маскировать свои выстрелы шумом огня артиллерии, чтобы противник не обнаружил местоположение героя по звуку.

## Сюжет
В апреле 1945 года, когда Берлин практически окружён противоборствующими американскими и советскими войсками, Карл Фейрберн, агент УСС США, отправляется в руины города в форме немецкого солдата. Начальство поручило ему помешать СССР получить информацию, персонал и технологии для немецкой программы создания ядерного оружия. О прошлом Фэйрберна известно мало, кроме того, что он вырос в Берлине до начала войны, что он учился в Вест-Пойнте вскоре после вступления Америки в войну, и того факта, что он был выбран для миссии в первую очередь потому, что он знаком с географией города, знает немецкий язык и может легко сойти за защитника Берлина.
В городе действуют несколько группировок, в том числе немецкое сопротивление, которое помогает Карлу, НКВД и части Красной армии, которые работают против него, и остатки нацистских войск в Берлине. Исторический нацистский чиновник Мартин Борман, чрезвычайно влиятельная фигура в Третьем рейхе, является одной из первых целей Карла для убийства, поскольку он планирует встретиться со связным НКВД у Бранденбургских ворот и перебежать в Советский Союз. Остальные персонажи (например, доктор Макс Ломанн, ключевой немецкий ученый, которого Фейрберн поручил помочь захватить и вывезти из Берлина в Америку, чтобы не допустить его попадания в руки НКВД) вымышлены, за исключением Джорджа С. Паттона, командующего американскими войсками, атакующих Берлин, ответственного за санкционирование миссии Фэйрберна.

## Оценки
| Сводный рейтинг       | Сводный рейтинг | Сводный рейтинг | Сводный рейтинг |
| Издание               | Оценка          | Оценка          | Оценка          |
| Издание               | PC              | PS2             | Xbox            |
| --------------------- | --------------- | --------------- | --------------- |
| GameRankings          | 73,44 %         | 76,79 %         | 76,97 %         |
| Русскоязычные издания |                 |                 |                 |
| Издание               | Оценка          | Оценка          | Оценка          |
| Издание               | PC              | PS2             | Xbox            |
| Absolute Games        | 70 %            | N/A             | N/A             |
| «Игромания»           | [ 6 ]           | N/A             | N/A             |

Игра получила положительные отзывы от критиков. Sniper Elite получила награду «Best PC/Console Game» от TIGA в 2005 году.

## Новеллизация
Rebellion’s и Abaddon Books выпустили книгу Sniper Elite: The Spear of Destiny (Jaspre Bark, Abaddon Books, Август 2006, ISBN 1-905437-04-8).

## Комментарии
1. ↑  В реальной жизни Борман покончил с собой, чтобы не попасть в плен к Советам.
2. ↑  В локализации, выполненной компанией «Бука» для российского рынка, задачей главного героя является уничтожение высокопоставленных немецких чиновников, ответственных за разработку атомного оружия, а также примкнувших к Гитлеру предателей из НСАР (Национал-социалистической армии России).